# BankWest Tower
La BankWest Tower est un gratte-ciel de bureaux construit à Perth (Australie) en 1988 et situé au 108 St George Terrace.